# Ezelsoren
'Ezelsoren' is een kort verhaal van de Nederlandse schrijver Willem Frederik Hermans, geschreven in juli 1949 en gepubliceerd in Het Parool van 11 juni 1949. De ik-verteller beschouwt zijn vader als 'een ongehoord domme man', die tevergeefs probeert de Ethica van Spinoza te lezen. Als de man het te bont heeft gemaakt, besluiten de verteller en zijn moeder om hem als ezel aan Artis te schenken. Daar zit hij in een kooi met het boek van Spinoza op schoot.
Na de krantenpublicatie zorgde het verhaal voor enige commotie in de naaste omgeving van de ouders van de auteur, die het lazen als een beledigend portret van diens vader. In 1966 werd het verhaal opgenomen in de vierde druk van de verhalenbundel Moedwil en misverstand. Met een omvang van iets meer dan twee bladzijden is het een opmerkelijk kort verhaal in het oeuvre van Hermans.

## Autobiografische achtergrond
Dat in het verhaal autobiografische elementen verwerkt zijn, blijkt uit de brief die Henk Jonkman, een buurman van Hermans' ouders, op 14 juni 1949, enkele dagen na publicatie van het verhaal in Het Parool, aan de auteur schreef. Jonkman reageert op 'het ondertussen al berucht geworden stukje'. Hij memoreert dat hij wel wist 'dat je vader en jij niet harmonieerden', maar noemt het verhaal 'onsportief' omdat de vader van Hermans zelf geen kolom tot zijn beschikking heeft om te reageren. Jonkman erkent dat het proza 'de vorm van een verhaaltje' heeft, maar Hermans 'mengt er enige elementen in die voor ons, insiders, betekenen: Ik bedoel hem wel degelijk.'
Jonkman was niet de enige bekende van de ouders van Hermans die het verhaal opvatte als een beledigend portret van de vader van Hermans. Drie maanden later, bij gelegenheid van zijn volgende inzending (het afgewezen verhaal 'De kat Kilo'), informeerde Hermans naar de reacties op 'Ezelsoren'. In een brief van 22 september 1949 informeerde redacteur Max Nord informeerde hem terughoudend:
Wij hebben inderdaad nogal wat protestbrieven gehad op je verhaaltje: in het algemeen is het geen bezwaar de auteur in kwestie daarvan inzage te geven, maar aangezien het in dit geval voornamelijk je vader was die zich er door beledigd voelde en een aantal van zijn vrienden je verhaal eveneens als een bespotting van hem opvatten, geef ik je liever niet deze correspondentie ter lezing.
Biograaf Willem Otterspeer noemt het 'een hilarisch verhaal', waarin de naaste omgeving 'voldoende aanknopingspunten met de werkelijkheid' aantrof om geschokt te zijn, waaronder de manier waarop de vader strandde in Spinoza.

## Inhoud
K.J. Verknierst, de ik-verteller, noemt zijn vader 'een ongehoord domme man'. Toen de ik-figuur als éénjarige door zijn vader in bad gedaan werd en er aangebeld werd, zette de vader het bad op het gasfornuis om afkoelen te voorkomen. Hij vergat zijn zoontje en die werd gekookt: 'Enfin, daar is het aan te danken dat ik niet halfgaar ben zoals hij.'
Al meer dan veertig jaar is de vader doende de Ethica van Spinoza te lezen, die hij bezit in het Frans, Duits, Engels en Nederlands. Maar verder dan de eerste bladzijden komt hij niet, want hij valt steevast in slaap na de inleiding. Enige tijd geleden maakte de vader het zo bont dat de ik-verteller en zijn moeder besloten hem aan Artis te schenken. Vorige zondag bezocht de ik-verteller hem: de vader is bij de hoefdieren ondergebracht, met een bordje 'Ezel' en eronder de Latijnse naam: 'Asinus Domesticus L.'. Rechts van hem bevinden zich de zebra's en links de Perzische ezels. Publiek trekt de vader in zijn hok niet, vermoedelijk omdat het hem aanziet voor een oppasser die uitrust van het schoonmaken.
Hij zit op een stoel met het boek van Spinoza op zijn knie. Als de vader zijn zoon ziet, vraagt hij: "wat is het verschil tussen een modus en een attribuut?" De ik-verteller antwoordt dat dat al op de eerste bladzijde staat, maar de vader zegt: "jij begrijpt er zelf niets van." Dan komt moeder het hok binnen met de thee. "Zet maar neer," zegt vader, hoewel in het hok geen tafel staat. Om niet te hoeven zien hoe dit afloopt, loopt de ik-verteller door naar de echte ezels, met hun 'ogen van sukade en hun oren die op 'orgelpijpen van bont' lijken: 'hoeveel bekoorlijker dan de ezelsoren die mijn vader aan zijn Ethica maakt!'

### Personages
- K.J. Verknierst, de ik-verteller
- Zijn vader, een man die al veertig jaar de Ethica van Spinoza leest
- Zijn moeder van de verteller, echtgenote van de vader

## Publicatiegeschiedenis
Op 11 juni 1949 verscheen 'Ezelsoren' in Het Parool. Het werd toegevoegd aan de vierde druk van de eerste verhalenbundel van Hermans, Moedwil en misverstand, die aanvankelijk bij J.M. Meulenhoff was verschenen maar vanaf deze druk door De Bezige Bij werd uitgegeven.

## Receptie
Over het verhaal bestaan nauwelijks evaluerende en interpretatieve uitspraken, ten eerste omdat het aan een latere en dus niet gerecenseerde druk van Moedwil en misverstand werd toegevoegd. Ook bestaan er geen aparte publicaties over en zelfs de studies die het hele verhaaloeuvre van Hermans beslaan, de dissertaties van Michel Dupuis en Baudoin Yans, zeggen er niets over.